# Dalam (Sama Dua)
Dalam is een bestuurslaag in het regentschap Aceh Selatan van de provincie Atjeh, Indonesië. Dalam telt 362 inwoners (volkstelling 2010).